# آی‌پد مینی (نسل پنجم)
نسل پنجم آیپد مینی (با نام آی پد مینی و به زبان عامیانه با نام آیپد مینی ۵ تلقی می‌شود) رایانه لوحی در خط آیپد مینی است که توسط شرکت اپل طراحی، توسعه و به بازار عرضه شده‌است. اعلامیه مطبوعاتی همراه با نسل سوم آی پد ایر در تاریخ ۱۸ مارس ۲۰۱۹، اولین آی پد مینی بود که بدون یک رویداد مطبوعاتی زنده منتشر شد. نسخه قبلی آن، آی پد مینی ۴، در همان روز متوقف شد.

## امکانات

### سخت‌افزار
آی پد مینی از سیستم دوربین جلو به روز شده دوربین ۷ مگاپیکسلی (۱۰۸۰p) استفاده می‌کند که از سال ۲۰۱۶ با آیفون ۷ شروع شده و با آیفون ایکس اس ادامه دارد، در حالی که سیستم دوربین عقب با 8MP قدیمی تر (۱۰۸۰p) استفاده می‌شود از آی پد ایر ۲ در سال ۲۰۱۴، بنابراین نمی‌تواند با کیفیت ۴کی ضبط کند. آی پد مینی از درگاه لایتنینگ استفاده می‌کند و دارای جک هدفون است. این نمایشگر دارای ترو تون است که به ال سی دی اجازه می‌دهد تا با نور محیط سازگار شود تا رنگ و شدت آن در محیط‌های مختلف تغییر کند. این نمایشگر همچنین دارای یک صفحه نمایش رنگی گسترده (طیف رنگی Display P3) است، به این معنی که می‌تواند رنگ پر جنب و جوش تری را نسبت به نسل قبلی نشان دهد.